# Société minière du Sud Pacifique
La Société minière du Sud Pacifique (SMSP) est un groupe minier et métallurgique français, basé en Nouvelle-Calédonie. Son siège social est situé dans le village minier de Ouaco, sur le territoire de la commune de Kaala-Gomen en Province Nord, où elle a été créée en 1969 par le sénateur et industriel Henri Lafleur. Son siège administratif est pour sa part à Nouméa. En 1990, le député Jacques Lafleur, fils et héritier de Henri Lafleur, a revendu la SMSP à la Société financière et de développement de la Province Nord (Sofinor) en 1990. La SMSP est en partenariat depuis 1998 avec le groupe canadien Falconbridge, remplacé à partir de 2006 par le suisse Xstrata, pour la construction et l'exploitation de l'usine du Nord (dite aussi de Koniambo, entrée en phase de production en 2013), et avec le sud-coréen POSCO depuis 2006 pour la gestion de l'usine de Gwangyang (mise en service en 2008 pour une pleine capacité de production en 2009).

## Histoire
Henri Lafleur, sénateur de la Nouvelle-Calédonie (sous les couleurs des Républicains indépendants) de 1947 à 1955 puis de 1959 à sa mort en 1974, se lance dans l'activité minière en 1968 par l'obtention de concessions minières de la Société Le Nickel (SLN, filiale d'Eramet) sur le massif de Ouazanghou, puis l'année suivante sur celui de Taom, tous deux voisins du village de Ouaco où il disposait déjà d'une exploitation d'élevages. La famille Lafleur souhaitant faire appel à de nouveaux actionnaires pour consolider ces activités dans le secteur du nickel, elle fonde en 1969 la société anonyme SMSP. En 1990, le fils et héritier de Henri Lafleur, Jacques Lafleur, devenu député en 1978 et le chef de file historique du camp anti-indépendantiste, vend la société à la Sofinor, groupe public gérant le portefeuille d'actions de la Province Nord. Il s'agit là d'une décision politique dans le cadre du rééquilibrage entre les territoires et les différentes communautés de la Nouvelle-Calédonie voulu par les accords de Matignon signés en 1988 par les partisans et opposants à l'indépendance de l'archipel afin de mettre fin aux violences qui les opposaient depuis 1984. La SMSP devient ainsi le fer de lance de l'intégration des Kanak et des indépendantistes, majoritaires en Province Nord, dans le contrôle et l'exploitation de la ressource minière, secteur clé de l'économie néo-calédonienne.
Alors que la SMSP était jusque-là uniquement concessionnaire mais non propriétaire, elle entame à partir de son passage sous le contrôle de la Province Nord une politique visant à se constituer son propre patrimoine minier, achetant tous les sites qu'elle est amenée à exploiter et augmentant l'activité de prospection. S'y ajoute une restructuration pour faire face à une baisse du cours mondial du nickel au début des années 1990 (passage des prix pour une livre de minerai de 4 à 2,4 US $ entre 1990 et 1994). Dès 1991, la SMSP s’assure des canaux directs d’exportation vers les fondeurs, sans passer par la SLN dont elle devient un concurrent direct. Progressivement, les commissions accordées aux intermédiaires (traders et sociétés exportatrices locales) sont supprimées. De plus, une filiale consacrée à l’achat, la commercialisation et la maintenance d’engins industriels, Nord Industrie Service (NIS), est créée la même année. Grâce à ces actions, et à un retour à la hausse des cours à partir de la fin de l'année 1994, la SMSP monte en production jusqu’à doubler son volume d’exportations entre 1994 et 1995. Elle passe alors la barre des 2 millions de tonnes exportées, permettant ainsi au nickel calédonien de regagner 50 % des parts du marché japonais et 66 % du marché australien des latérites. À cette date, l’entreprise exporte l’équivalent de 40 000 tonnes de nickel métal contenu dans du minerai et 750 tonnes de cobalt par an (contre 309 000 tonnes de minerai en 1990), ce qui en fait désormais le premier exportateur de minerai de Nouvelle-Calédonie et le second producteur de minerais oxydés au monde).
Par la suite, le Front de libération nationale kanak et socialiste (FLNKS, fédération de mouvements indépendantistes) pose une condition à la reprise des négociations avec l'État et les « loyalistes » du Rassemblement pour la Calédonie dans la République (RPCR) de Jacques Lafleur pour repousser la consultation d'autodétermination (initialement prévue en 1998. Il s'agit du « préalable minier », par lequel est demandé que l'État intervienne pour pousser Eramet, et donc la SLN, à accepter de céder à la SMSP le massif minier du Koniambo afin d'alimenter la future usine pyrométallurgique dont la construction est prévue dans la Province Nord dans un souci de rééquilibrage toujours. Finalement, les conseils d'administration de la SMSP et d'Eramet ont approuvé à la fin de l'année 1997 de l'échange du massif de Poum (détenu par la première) en échange du Koniambo. Ceci permet à la situation politique de se débloquer avec la signature de l'accord de Nouméa le 5 mai 1998, et est conforté par les accords de Bercy (protocole du 1er février 1998 avenant du 4 juin suivant) passés entre la SMSP, Eramet et la SLN sous la tutelle du ministre de l'Économie Dominique Strauss-Kahn, pour fixer les règles de cet échange et leurs conditions.
Toujours dans le but d'assurer la construction de l'usine du Nord, la SMSP passe un contrat de partenariat avec le groupe canadien Falconbridge, alors numéro trois mondial de la métallurgie, racheté en 2006 par le suisse Xstrata. Une coentreprise est ainsi créée une fois l'échange des massifs opéré en 2005 dans le but de gérer le chantier et la future exploitation de l'usine, Koniambo Nickel, détenue majoritairement (51 %) par la SMSP, et le reste par son partenaire. Par la suite, la société est touchée par plusieurs catastrophes ou crises, comme le décès le 28 novembre 2000 dans un accident d'hélicoptère de plusieurs membres de la direction du groupe (dont le PDG Raphaël Pidjot), suivi par de nombreux retards et la crainte d'un échec du projet, notamment du fait de la vulnérabilité de Falconbridge qui, dans un contexte de très forte augmentation des cours du nickel à partir de 2004, fait l'objet de mars 2005 à août 2006 d'une bataille pour son rachat entre l'autre canadien Inco (par ailleurs lui aussi engagé dans un autre projet industriel concurrent, celui de l'usine de Goro dans le Sud) et le suisse Xstrata, remportée par ce dernier. Le nouveau partenaire de la SMSP décide alors dès septembre 2006 de procéder à un « renouvellement » du projet Koniambo qui va durer près d’une année et consister principalement en une révision des coûts de construction très fortement impactés par l’envolée des prix des matières premières, une redéfinition de la stratégie d’exécution du projet avec la fermeture du bureau australien de Brisbane (Australie) et une concentration des équipes en deux points névralgiques : Kuala Lumpur en Malaisie et Koné en Nouvelle-Calédonie. En octobre 2007, les conseils d'administration respectifs des partenaires se sont réunis pour valider le rapport final sur le renouvellement : la mise en œuvre du projet Koniambo exige un investissement de 3,8 milliards de dollars américains financés conjointement par la SMSP et Xstrata. Les travaux de construction de l'usine peuvent alors commencer, avec une mise en service en 2013 et une pleine capacité de production en 2014.
De plus, la SMSP a sécurisé et pérennisé sa production de minerai, tout en commençant ses activités de fondeur, en cherchant à s'associer directement avec le consommateur final de ferronickel qu'est l’aciériste. Un accord de partenariat est ainsi passé en 2006 avec le sud-coréen POSCO, quatrième producteur d'acier au monde, aboutissant à la création de deux nouvelles coentreprises, toutes détenues à 51 % par la SMSP et à 49 % par POSCO : 
- la Nickel Mining Company (NMC) qui devient la nouvelle branche minière du groupe en gérant quatre des cinq centres miniers (tous sauf ceux du Koniambo),
- la Société du nickel de Nouvelle-Calédonie et Corée (SNNC) qui gère la construction puis l'exploitation de l'usine pyrométallurgique de Gwangyang en Corée du Sud, chargée de transformer le minerai de nickel en métal pour être ensuite vendu directement à POSCO pour sa production d'acier inoxydable. Le plus grand four a été allumé le 25 août 2008, pour une mise en production en octobre de la même année et une pleine capacité de production (estimée à 30 000 tonnes de nickel métal contenues dans des ferronickels) à partir de la fin de l'année 2009 (20 512 tonnes produites en 2010).

## Activités
Le groupe est organisé autour de trois branches d'activité : 
- la mine de nickel à travers la NMC mais aussi Koniambo Nickel (pour le massif du Koniambo), avec cinq centres miniers (dont quatre déjà en activité et un cinquième en cours d'aménagement) :
  - les quatre centres de la NMC, voués à l'exportation et à l'alimentation de l'usine de Gwangyang :  
    - Ouaco (le plus ancien, avec le village, les massifs de Ouazanghou et Taom et le site de chargement des minéraliers, en bord de mer) : environ 1,08 million de tonnes par an de minerai extraits, dont 90 % de garniérite,
    - Kouaoua (trois mines, SMMO 36, SMMO 37 et Claire Red, cette dernière en sommeil, achetées à la famille Pentecost en 1998) : capacité de production annuelle de 450 000 tonnes de garniérite et de latérite humide,
    - Nakéty (sur le territoire de la commune de Canala, trois mines, Édouard, Euréka et Circée, achetées en 1998 à Max Chautard et Yvan Ohlen) : environ 350 à 400 000 tonnes produites de garniérite et de latérite par an,
    - Poya (la mine Pinpin, initialement propriété de la SLN qui l'a cédé en 2000 à la SMSP en échange du massif Konboye N’Goye de Thio en Province Sud) : 150 000 tonnes de garniérite produite en 2008.

  - le massif du Koniambo, au nord du territoire de la commune de Koné, propriété de Koniambo Nickel et devant servir à alimenter l'usine du Nord : l’évaluation des gisements saprolitiques a permis de mettre au jour une ressource toutes catégories confondues de 280 millions de tonnes de minerai garniéritique à une teneur moyenne de 2,18 % soit l’équivalent de 6,1 millions de tonnes de nickel métal. Le début de l'exploitation doit commencer au deuxième trimestre de l'année 2012.
- la métallurgie avec deux usines pyrométallurgiques de transformation du minerai en ferronickels :
  - l'usine du Nord gérée par Koniambo Nickel (partenariat avec Xstrata), avec une mise en service en 2013 et une pleine capacité de production (estimée au maximum à 60 000 tonnes de nickel métal contenues dans des ferronickels par an) en 2014 et située sur la presqu'île de Vavouto (sud de la commune de Voh),
  - l'usine de Gwangyang en Corée du Sud gérée par la SNNC (partenariat avec POSCO), entrée en service en 2008 et une pleine capacité de production (estimée au maximum à 30 000 tonnes de nickel métal contenues dans des ferronickels par an),
- le chargement de minerai extrait dans les centres de la NMC sur les minéraliers pour l'exportation, assuré par la Compagnie de transport minière du Nord (Cotransmine), filiale à 100 % du groupe.

## Direction
Le PDG est André Dang Van Nha.
La Sofinor est l'actionnaire principal, détenant 87,25 % du capital.

### Présidents-Directeurs généraux successifs
- André Dang Van Nha: depuis 2000
- Raphaël Pidjot : 1990-2000

### Conseil d'administration
Le conseil d'administration de la SMSP est composé de huit membres, généralement des élus de la Province Nord, ainsi qu'un représentant désigné par la Sofinor et un autre par la Société d'investissement et de développement des îles Loyauté (SODIL, équivalent de la Sofinor pour la Province des îles Loyauté). Il s'agit depuis 2009 de :
- Guigui Dounehote (élu FLNKS-UNI-Palika de l'assemblée de la Province Nord et du Congrès, maire de Voh), représentant de la Sofinor,
- Mathias Waneux (élu FLNKS-UC de l'assemblée de la Province des îles Loyauté), représentant de la SODIL,
- Victor Tutugoro (FLNKS-UNI-UPM, 2e vice-président de l'assemblée de la Province Nord, président du conseil d'administration de la Sofinor),
- Jean-Pierre Djaïwé (FLNKS-UNI-Palika, 2e puis 1er vice-président de l'assemblée de la Province Nord et élu du Congrès, 1er adjoint au maire de Hienghène),
- Pascal Naouna (FLNKS-UC, 3e vice-président de l'assemblée de la Province Nord),
- Valentine Eurisouké (élue FLNKS-UNI-Palika de l'assemblée de la Province Nord et du Congrès, maire de Houaïlou),
- Joseph Goromido (élu FLNKS-UNI-Palika de l'assemblée de la Province Nord et du Congrès, maire de Koné, président du conseil d'administration de la SAEML VKP),
- Gérard Poadja (élu Calédonie ensemble de l'assemblée de la Province Nord et du Congrès).